# تلال داروين

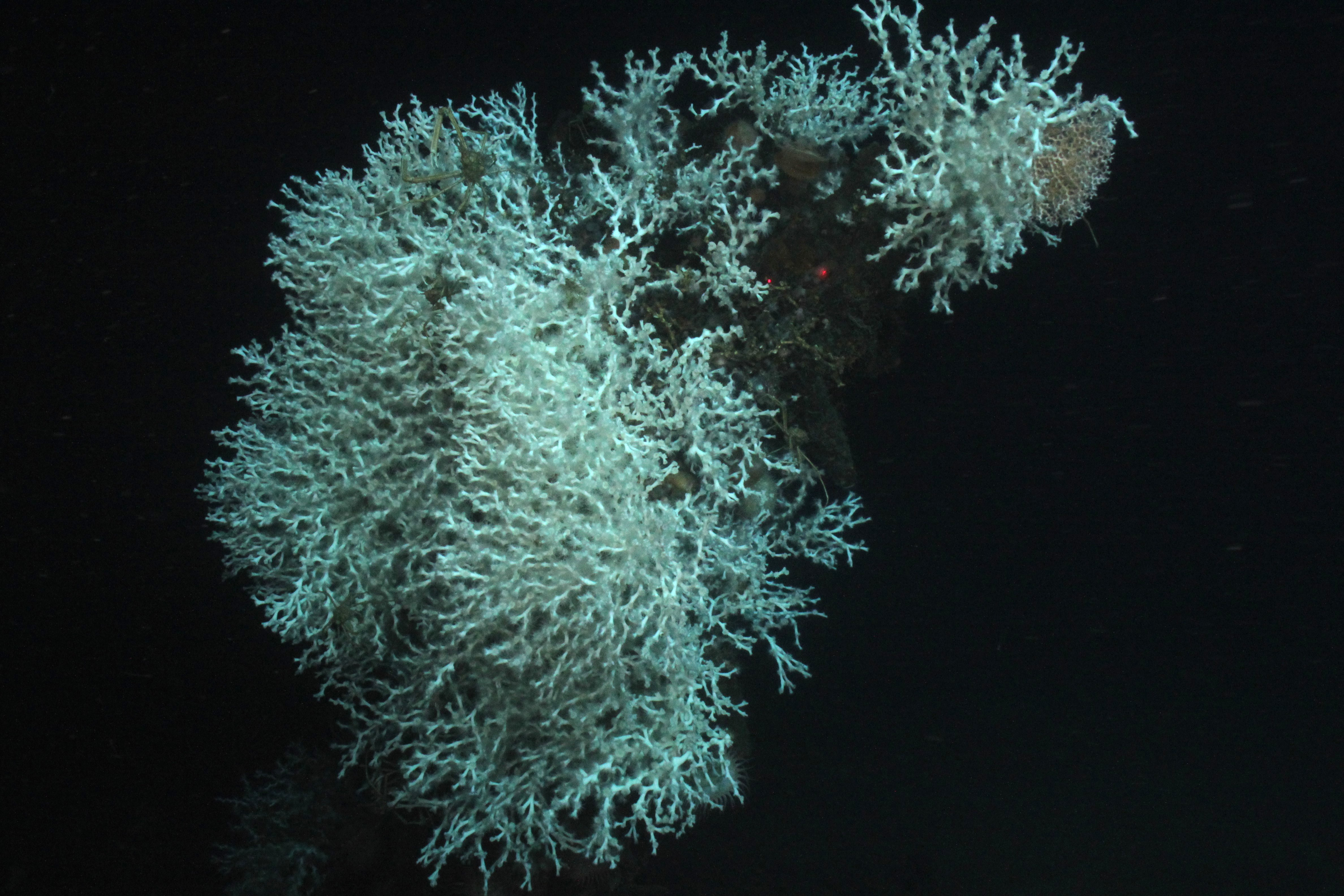

داروين ماوندز (تلال داروين) هي حقل ضخم من التلال الرملية تحت البحر تقع قبالة الساحل الشمالي الغربي لأسكوتلندا [1] التي تم اكتشافها لأول مرة في مايو 1998. وهي توفر بيئة فريدة للشعاب المرجانية القديمة الموجودة في المياه العميقة، وقد تم العثور عليها باستخدام تقنيات الاستشعار عن بُعد أثناء إجراء المسوحات الممولة من الصناعة النفطية بتوجيه من الصناعة المشتركة ومجموعة حكومة المملكة المتحدة شبكة البيئة الحدودية الأطلسية (أفين) (ماسون وجاكوب 1998). سميت التلال تيمنًا بسفينة البحث التي سميت باسم عالم الطبيعة واضع نظرية التطور تشارلز داروين.
تبعد التلال حوالي 1000 متر (3300 قدم) تحت سطح المحيط الأطلسي الشمالي، قرابة 100 ميل بحري شمال غرب كيب راث، الطرف الشمالي الغربي لبر أسكوتلندا الرئيسي. توجد المئات من التلال في الحقل، والتي تغطي بشكل عام قرابة 100 كيلومتر مربع (39 ميل مربع). التلال الفردية عادة تكون دائرية الشكل، يصل ارتفاعها إلى (16 قدمًا) وعرضها 100 متر (330 قدمًا). تمتاز معظم التلال بوجود ميزة إضافية تعرف ب «الذيل».
إن الذيول ذات مدى متنوع وقد تلتحم بذيول أخرى، لكنها بشكل عام تتخذ شكل الدمعة وتتجه جنوب غرب التلال. على ما يبدو أن ميزة التل المذيل في تلال داروين فريدة من نوعها عالميًا.

## التركيب
معظم التلال رملية، وتفسر حاليًا على أنها «براكين رملية». وتحدث هذه الخصائص عندما يزيل الرمل المائع الماء والفقاعات المائعة من بين الرمال، مما يدفع الرواسب إلى تكوين شكل مخروطي. البراكين الرملية شائعة في السجل الأحفوري الديفوني في المملكة المتحدة، وفي المناطق النشطة زلزاليا من الكوكب. في هذه الحالة، النشاط التكتوني غير مرجح، بل بعض أشكال التدهور في سلسلة تلال (ويفل-تومسون) على الجانب الجنوبي الغربي من البحر هي السبب الأكثر ترجيحًا. تحتوي أعالي التلال على أكوام حية من شعاب اللوفيليا وأنقاض متحطمة (تفسر على أنها حطام مرجاني).  توفر التلال واحدة من أكبر مواطن المياه الباردة الشمالية المعروفة للأنواع المرجانية. أيضًا تعد التلال غير اعتيادية بشأن شعاب (اللوفيليا بيرتسا) وهي شعب مرجانية تنمو في المياه الباردة والتي يبدو أنها تنمو في الرمال بدلًا من نموها على طبقة صلبة. قبيل البحث عن التلال في 2002، كان يُعتقد أن اللوفيليا تتطلب وجود طبقة صلبة لكي تتعلق بها.
على نحو خاص، تعد الأنظمة المرجانية في المياه العميقة على التلال هشة، على عكس الشعاب المرجانية في المياه الضحلة؛ فلم يتم تكييفها للتعامل مع الاضطرابات البسيطة مثل حركة الأمواج. كما تدعم التلال أعدادًا كبيرة من عشائر          Xenophyophore Syringammina fragilissima
وهي كائنات حية عملاقة وحيدة الخلية (أوالي) تنتشر بشكل واسع في المياه العميقة، ولكنها تظهر تحديدًا في المكثفات العالية في التلال والذيول.  
الفردي يمكن أن ينمو ليصبح أكبر من 20 سنتيمترًا (7.9 بوصة) وغالبًا ما يكون هشًّا جدًا.   Xenophyophore
توفر الشعاب المرجانية موطنًا لمجموعة متنوعة من الحياة البحرية الأخرى بما في ذلك الإسفنج والديدان والقشريات والرخويات. وبينها نجم البحر وقنافذ البحر وسرطان البحر. وقد لوحظت أسماك متنوعة بما في ذلك بلو لينغ، غرينادير مستديرة الأنف، وأورانج رافي.

## جهود الحماية
في الثالث والعشرون من أكتوبر 2002، تعهدت الوزيرة البريطانية مارغريت بيكيت في قمة (دبليو دبليو إف) لاستعادة المحيطات بإدنبيرغ بحماية تلال داروين. أطلقت القمة بيان إيدنبيرغ، الذي استهدف السياسيين وأصحاب المصلحة البحرية على حد سواء للتوقيع على العمل لحماية البحار. كان الصيد في أعماق البحار يظهر في المنطقة، بشباك ثقيلة كطن واحد، تجر عبر قاع البحر. وجد الباحث جيسون هول سبنسر من جامعة جلاسجو قطع شعاب مرجانية عمرها 4500 عام على الأقل في شباك سفن الصيد العاملة قبالة سواحل إيرلندا وأسكوتلندا. تم العثور على قطع من الشعاب المرجانية تصل إلى 1 متر مربع (11 قدمًا مربعة) في شباك الصيد بشباك سفن الجر الفرنسية التي كانت تجتث عبر قاع البحر إلى أسفل قرابة 1 كيلومتر (0.6 ميل). من المعروف أن الكثير من الشعاب المرجانية قد دمرت بواسطة هذه الشباك، ووجدت التلال في بعض المناطق مكشوطة ومسطحة. إن التلال هياكل قديمة، وهذا الضرر دائم.
بعد اكتشاف التلال، تم إجراء ثلاث مسوحات موثقة جيدًا للمنطقة، مرة في يونيو 1998 (بيت 1999)، أغسطس 1999 (بيت وجيكوب 2000) ومرتين خلال صيف 2000 (ب.بيت، بيرس. كوم). وشملت الأدوات التي تم نشرها خلال الدراسات سونار المسح الجانبي واللقطات وكاميرات الفيديو وأجهزة المكابس. ومع ذلك، لا يزال مجمل ما ضاع من سفن الصيد ذات شباك الصيد الثقيلة مجهولاً. في 22 من مارس 2004 وافق وزراء مصايد الأسماك في الاتحاد الأوروبي في بروكسل على منح حماية دائمة للشعاب المرجانية الفريدة من نوعها في المياه الباردة في المملكة المتحدة، مع الاعتراف بتلال داروين كموطن مهم. اعتبارًا من عام 2004، أصبحت عمليات الصيد بشباك الجر في المياه العميقة غير قانونية في المنطقة.

## روابط خارجية
- «الشعاب المرجانية - مرجان الماء البارد» ، لجنة الحفاظ على الطبيعة المشتركة، حكومة المملكة المتحدة، تم استرجاعه في 8 ديسمبر 2007
- "حظر سفينة صيد لحماية الشعاب المرجانية ، بي بي سي نيوز ، 20 آب / أغسطس 2003